# Nyctibatrachus kumbara
Espèce
Nyctibatrachus kumbara est une espèce d'amphibiens de la famille des Nyctibatrachidae.

## Systématique
L'espèce Nyctibatrachus kumbara a été décrite en 2014 par les herpétologistes indiens Kotambylu Vasudeva Gururaja (d), K. P. Dinesh (d), Hebbar Priti (d) et Gudasalamani Ravikanth (d) .

## Répartition
Cette espèce est endémique du Karnataka en Inde. Elle se rencontre dans les districts de Shimoga et d'Uttara Kannada vers 590 m d'altitude dans les Ghâts occidentaux.

## Publication originale
- (en) K. V. Gururaja, K. P. Dinesh, H. Priti et G. Ravikanth, « Mud-packing frog: A novel breeding behaviour and parental care in a stream dwelling new species of Nyctibatrachus (Amphibia, Anura, Nyctibatrachidae) », Zootaxa, Magnolia Press (d), vol. 3796, no 1,‎ 16 mai 2014, p. 33–61 (ISSN 1175-5334 et 1175-5326, OCLC 49030618, PMID 24870664, DOI 10.11646/ZOOTAXA.3796.1.2).